# Баланканче

Карта пещер Баланканче с отметкой важных деталей и мест скоплений артефактов по работе Брюса Роджерса.

Пещера Баланканче на карте северного Юкатана с отметкой археологических и туристических объектов по работе Брюса Роджерса.

Баланканче́ (исп. Grutas de Balankanché) — пещера в Мексике, находящаяся на полуострове Юкатан к северу от шоссе № 180 в 3 километрах восточнее Чичен-Ица. Другие названия пещеры: Balancanchе́, Balaamcanchе́, Balaancanchе́, Balankanchе́ и Balancanchйn. Получила известность как место проведения религиозных обрядов индейцев майя. Название пещеры переводится как «трон священного ягуара» (по мнению Брюса Роджерса, название пещеры имеет отношение к вождям майя, а не к животному ягуар). В настоящее время активно используется в качестве туристического объекта. В своей истории Баланканче прошла 5 этапов: источник воды, святилище, период забвения, место археологических раскопок и туристический объект.

## История пещеры
Предположительно пещера была известна майя ещё в доклассический период не менее чем 3 тысячи лет назад. Пещера служила источником воды, поэтому стала объектом поклонения богу дождя Чаку. По другим данным в пещере Баланканче поклонялись родственному богу Тлалоку, иногда объединяя его с богом весны Шипе Тотеком. Вблизи пещеры обнаружены керамические предметы с возрастом от 300 года до н. э. и до испанского вторжения (1250—1400 год н. э.). По данным археологических раскопок активней всего пещера использовалась в период с 900 по 1200 годы н. э. Вокруг входа в пещеру обнаружены обломки зданий и 4 каменные платформы, что по мнению археологов свидетельствует о существовании в эпоху майя нескольких храмов, окружавших Баланканче. Для майя Баланканче являлась входом в потусторонний мир духов и богов.

## Открытие и изучение пещеры
Впервые в наше время Баланканче посетили Эдвард Томпсон (Edward Thompson) и Альфред Тоззер (Alfred Tozzer) в 1905 году. В разные периоды пещеру изучали: Артур Пирс) со своей командой биологов — в 1932 и 1936 году, Уиллис Эндрюс — в 1930-х годах, Эдвин Шук (Edwin Shook) и Роберт Смит (Robert E. Smith) из Института Карнеги — в 1954 году. В 1959 году индейский сторож Чичен-Ицы Хосе Умберто Гомес обнаружил замурованный проход в одном из ответвлений пещеры. За ним находилось святилище майя, состоящее из «Алтаря ягуара» и «Алтаря девственных вод». Пещера заканчивалась небольшим озером. Святилище было исследовано и описано Уиллисом Эндрюсом и профессором Рамоном Павоном Абреу. Выяснилось, что святилище было построено в честь божества Тлалока, а замуровано между 830 и 1000 годом н. э. при первом упадке майя. В пещере находится большая коллекция ритуальных сосудов.
Изучение пещеры вызвало недовольство жрецов местных племен. По их мнению вскрытие святилища может разозлить богов, которые лишат данную местность воды и натравят ягуаров на людей (в первую очередь на самих археологов). Чтобы разрешить возникший конфликт археолог Уиллис Эндрюс согласился принять участие в специальном ритуале умиротворения духов (по некоторым источникам ученым двигала не вера в майянских божеств, а нежелание терять помощь местных жителей в последующем поиске еще не найденных артефактов). Церемония проводилась за наглухо замурованной стеной (временно восстановленной на месте разрушенной в 1959 году) в герметичных условиях в дальнем конце пещерного комплекса. Ритуал шел 19 часов при постоянно снижающемся уровне кислорода и привел к головной боли её участников. Данная церемония имела большое научное значение: благодаря впервые присутствовавшему на ней ученому стали известны подробности подобных ритуалов, ранее скрытых за завесой тайны.

## Туристический аспект
Баланканче отнесена к археологическим памятникам мирового уровня и входит в состав археологической зоны Чичен-Ица. Экскурсии проводятся в период с 8 утра до 4 вечера. Стоимость посещения колеблется год от года и определяется контролирующей пещеру INAH: например в 2003 году цена экскурсии составляла 20 песо или 2 доллара. В воскресенье посещение бесплатное. Стандартный тур составляет 500 метров или 30 минут, но по желанию туристов и при наличии у них собственных фонарей может быть увеличен.

## Описание пещеры
Мелкие отверстия и уступы свидетельствуют о продолжающемся процессе активного карстования. Воздух Баланканче влажный, жаркий и душный (но в последние годы для туристов установили системы вентиляции). Вход в пещеру Баланканче окружает ботанический сад. В центре сада располагается карстовый провал в форме воронки (большой круг на карте). В пещеру можно попасть через Т-образный проход на дне этой воронки. Баланканче тянется к югу от входного отверстия. На востоке располагаются низкие туннели с небольшими озерами и наносами грязи, образованные в результате смещения ранее тёкших по основному проходу водотоков. Во время дождей вода проникает в пещеру через входную воронку и течёт через эти туннели, полностью их затапливая. Сразу за входом находятся каменные ступени. В этой части пещеры основной тоннель имеет эллиптическую форму с искусственно выровненным полом. Параметры тоннеля: ширина 8 метров и высота 5 метров. Через 75 метров тоннель выводит в грот под названием «Трон священного ягуара» («El Tigre» по-испански). Рядом с гротом находится большая глыба камня, по форме напоминающая череп. Она носит название «Голова» («La Cabeza» по-испански).
Дальше пещера разделяется на три рукава. Восточный рукав через 50 метров выходит к небольшому озеру. Западный рукав, в свою очередь, имеет небольшое ответвление в направлении северо-запада, некоторое время тянется параллельно основной пещере и заканчивается раздвоенным тупиком. В 40 метрах от развилки южный (основной) рукав пещеры был в древности перекрыт жрецами майя специально построенной стеной, которая была размурована только в 1959 году. Благодаря текущим по ней ручейкам кальцита, стена имела природный вид настоящего тупика, а её искусственный характер и продолжение пещеры за ней были обнаружены случайно. За разрушенной стеной майя находится грот с ритуальными курильницами и горшками для сбора воды, которые покрыты слоем сталактитов из кальцита. Диаметр и высота горшков составляет 0,3 метра.
Еще через примерно 60 метров узкий ход выводит в «комнату Мирового древа» («Wah-chan (La Cieba) Room» по-испански). Другое название грота — трон (комната) Balama (ягуара). Эта комната представляет собой грот с большой известняковой колонной в центре, которая и символизирует упомянутое Мировое древо. Стены и потолок грота покрыты вуалью из сталктитов, а вода с кальцитом поступает в комнату через отверстие в потолке на юго-востоке. В гроте тоже находятся ритуальные сосуды. От комнаты Мирового древа Баланканче расходится на три ветки — одну западную, вторую восточную (которая, в свою очередь, разветвляется на северо-восточную и юго-восточную ветки). Западная ветка закрыта для туристов как слишком низкая и опасная (в её конце есть небольшая коллекция ступок, пестов, курильниц, горшков, раковин и нефритовых чёток). В западной ветке существует небольшое озеро. Восточная ветка спускается в узкий лаз шириной 0,5 метра, который проходит через наносы песка, ила и мелкого гравия.
Через 20 метров пещера уходит вниз в большой зал под названием «Грот Креветок» («Quarto de los Camarones» по-испански), пол которого прорезает сверху уровень грунтовых вод. В Quarto de los Camarones существует большая коллекция собранных со всей пещеры ступок, пестов, керамики и других артефактов. В воде на дне грота попадаются белые безглазые подземные креветки и, по отдельным неподтверждённым свидетельствам, даже рыбы. Из грота на северо-восток идёт проход, в котором археологи обнаружили базальтовую голову (несмотря на протесты местных жителей вывезена в Национальный музей в Мехико). Этот проход длиной 80 метров наполовину заполнен водой, а в его конце находится маленькое сухое помещение с различными предметами на полу. Второй проход из Quarto de los Camarones уходит на юго-восток. Этот тоннель составляет в длину 40 метров, наполовину заполнен водой, но имеет несколько сухих участков (последних перед сифонной областью).

## Галерея

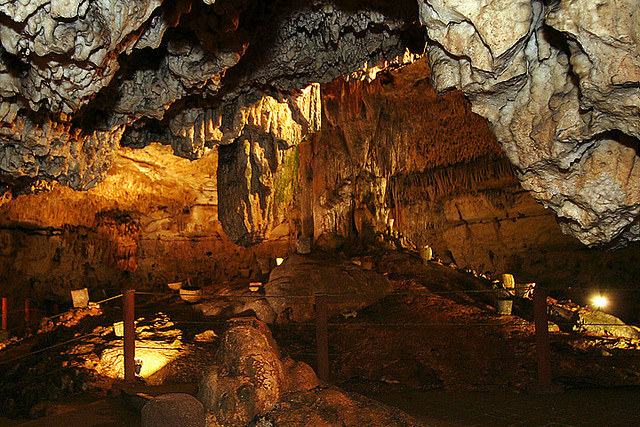
Сталактиты в пещере Баланканче
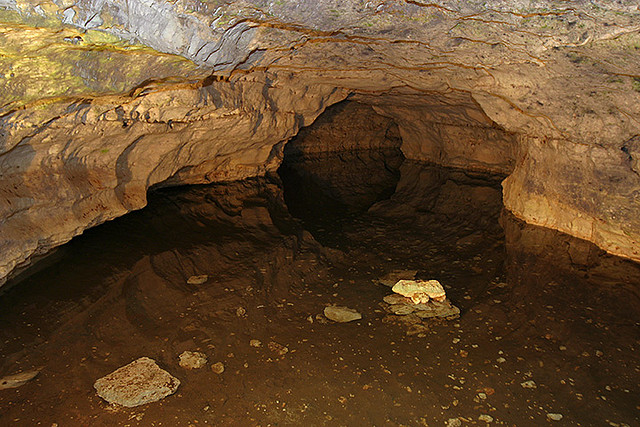
Озеро в пещере Баланканче
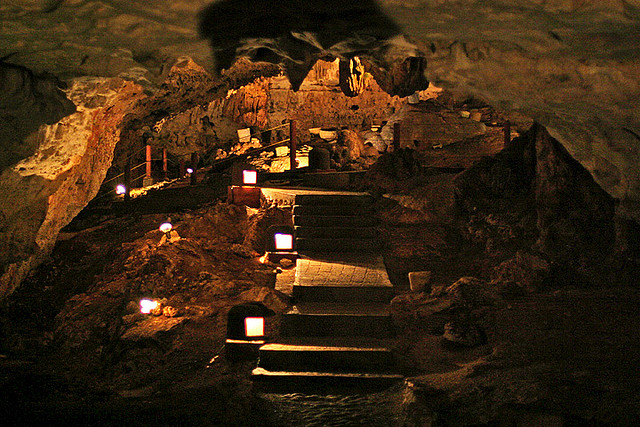
Туристическая тропа в пещере Баланканче
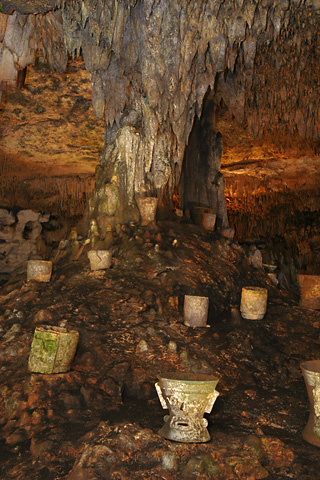
Святилище в пещере Баланканче
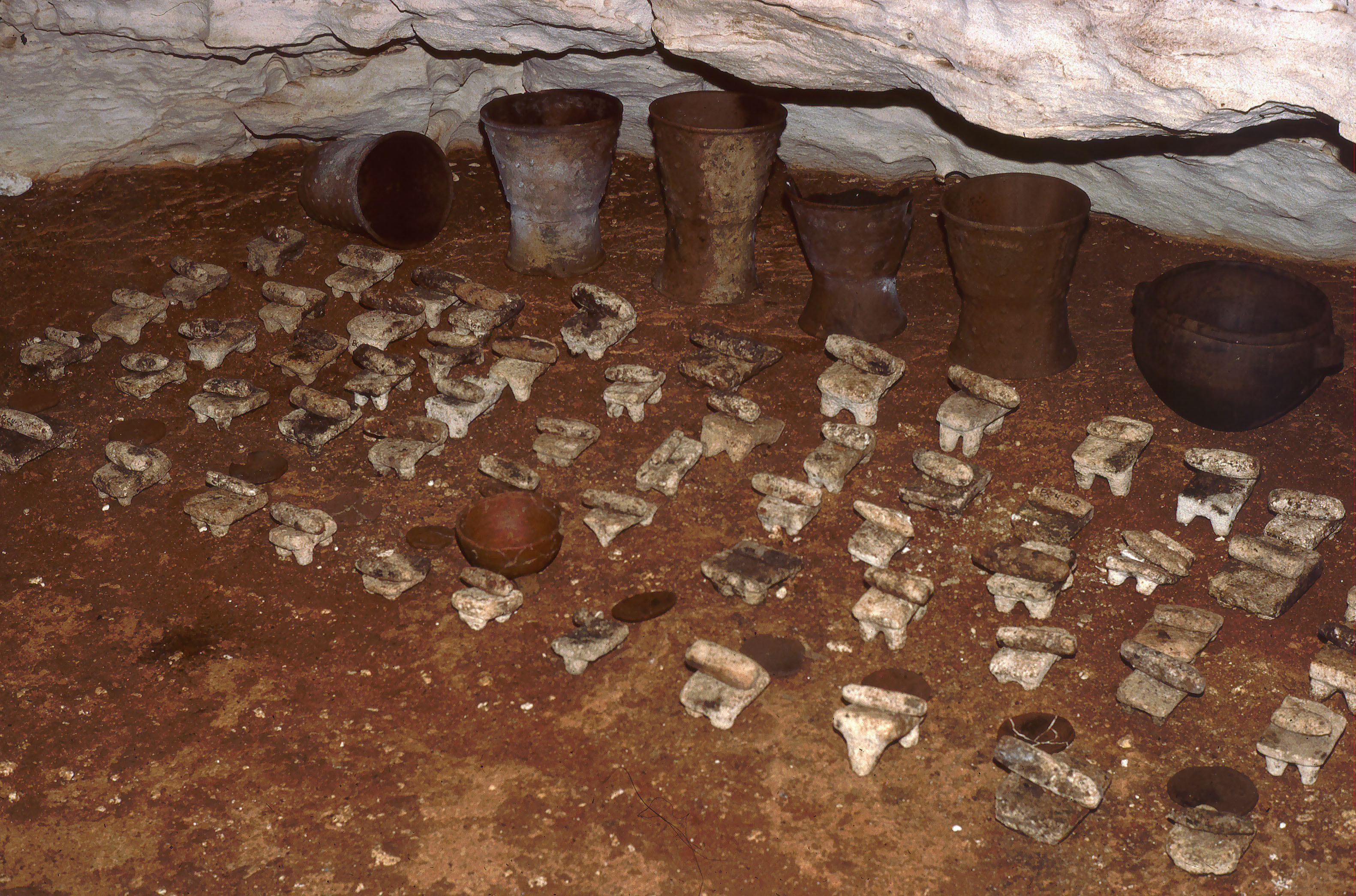
Ритуальные горшки в пещере Баланканче
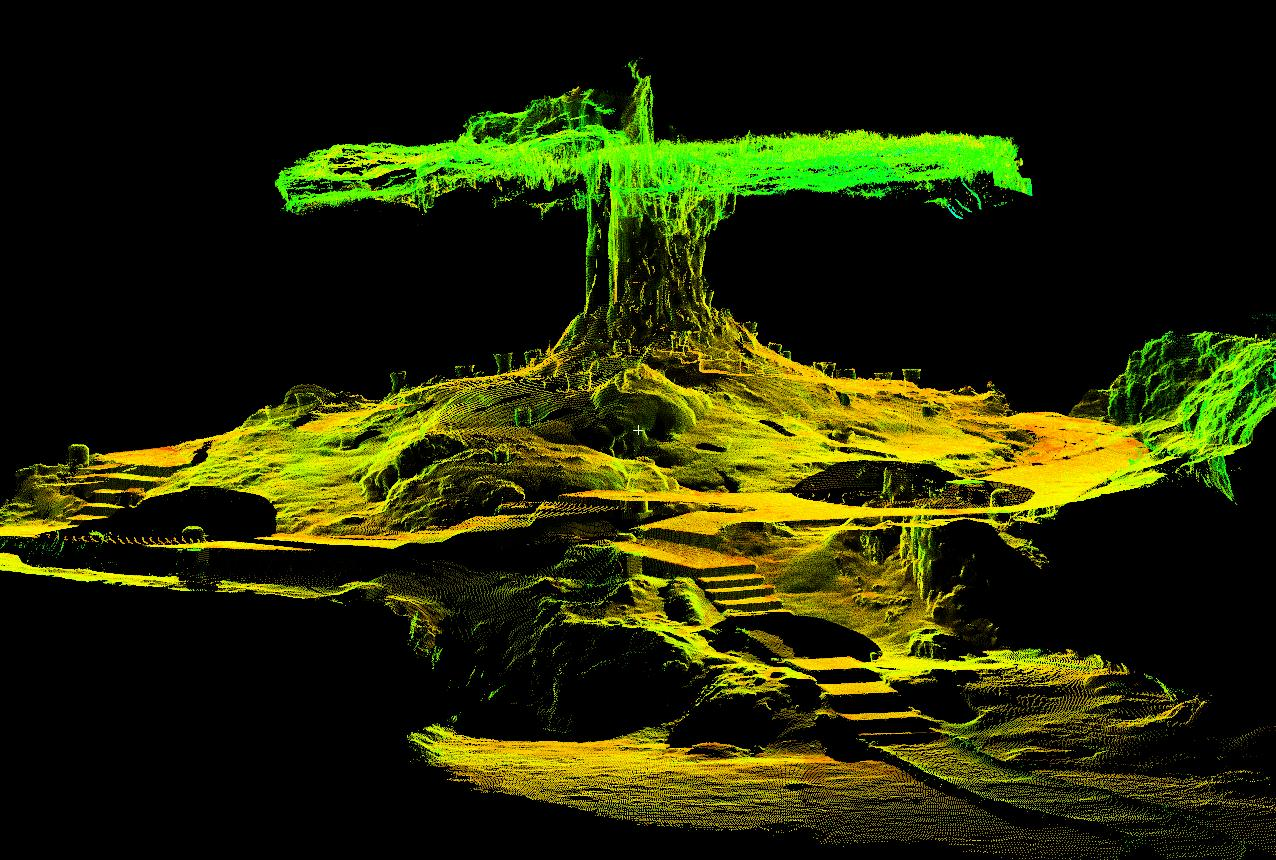
Трехмерная модель комнаты Мирового древа